# 1986 na música

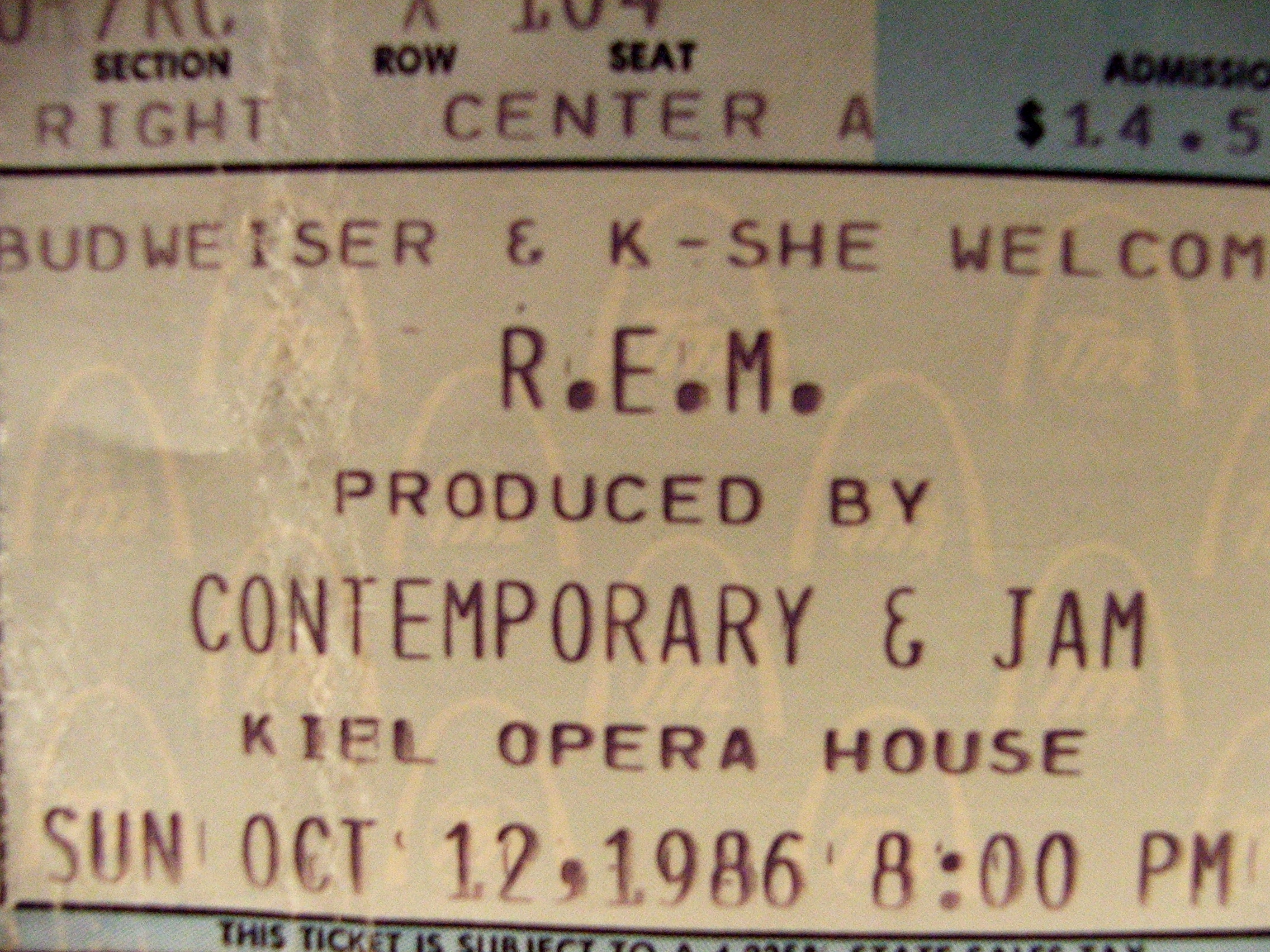
R.E.M., grupo de rock americano, a banda de rock universitário por excelência da década de 1980. Os membros eram o vocalista Michael Stipe (nascido em 4 de janeiro de 1960, Decatur, Geórgia, EUA), o guitarrista Peter Buck (nascido em 6 de dezembro de 1956, Berkeley, Califórnia), o baixista Mike Mills (nascido em 17 de dezembro de 1958, Orange, Califórnia), e o baterista Bill Berry (nascido em 31 de julho de 1958, Duluth, Minnesota).

## Eventos
- 28 de janeiro - O Black Sabbath lança o seu décimo segundo álbum Seventh Star.
- 3 de março - O álbum Master of Puppets, o terceiro disco do Metallica, foi lançado, sendo considerado o melhor da banda e da história do Thrash Metal até hoje, por sua técnica e rapidez.
- 24 de março - O Van Halen lança o seu sétimo álbum 5150, o primeiro álbum desde a partida de David Lee Roth, que foi substituído por Sammy Hagar.
- 19 de maio - Peter Gabriel lança o álbum So, um dos mais importantes álbuns da década, com uma sonoridade única, mesclando pop e world music, Gabriel chega ao topo das paradas na inglaterra. Com canções como: "Sledgehammer" e seu clip inovador: "Mercy Street", "In Your Eyes", "Big Time" (outro clip genial) e "Red Rain".
- 22 de maio - A banda Legião Urbana lança a tão famosa música Tempo Perdido, fazendo parte do álbum Dois.
- 26 de Maio - O Europe lança o seu terceiro álbum, The Final Countdown, que acabou sendo o maior sucesso da banda, vendendo mais de 15 milhões de cópias no mundo todo.
- 3 de Julho - O Queen lança o seu décimo segundo álbum A Kind of Magic, que está parcialmente na trilha sonora para o filme Highlander. Foi o último álbum da banda a ter uma turnê de divulgação, devido a uma pausa do grupo que coincidiu posteriormente com a descoberta de AIDS pelo vocalista Freddie Mercury em 1987.
- 16 de junho The Queen Is Dead do The Smiths é lançado na Inglaterra
- 29 de Junho - O álbum Somewhere in Time, do Iron Maiden, é lançado.
- 30 de junho - Xuxa Meneghel estreia na TV Globo com o infantil "Xou da Xuxa".
- 30 de junho - Madonna lança seu terceiro álbum de estúdio, True Blue, o mais vendido de sua carreira, com mais de 26 milhões de cópias comercializadas, a consagrando definitivamente no cenário musical.
- 12 de Julho - Concerto dos Queen em Wembley, considerado um dos melhores shows de Rock de todos os tempos
- 09 de Agosto - O Queen faz seu último show, que foi realizado no Knebworth Park, na cidade de Stevenage, na Inglaterra.
- 18 de Agosto - O Bon Jovi lança o seu terceiro álbum, Slippery When Wet, que acabou sendo o maior sucesso da banda, vendendo mais de 38 milhões de cópias no mundo todo até hoje.
- 1 de setembro - A banda R.E.M. lança o álbum Lifes Rich Pageant.
- 27 de setembro - Morre Cliff Burton, baixista e membro conhecido do Metallica.
- 27 de setembro - Cyndi Lauper lança seu segundo álbum de estúdio, True Colors.
- 6 de outubro - O A-ha lança seu segundo álbum, Scoundrel Days.
- 7 de outubro - O Slayer lança seu terceiro álbum, Reign in Blood, considerado um dos melhores álbuns de Thrash Metal de todos os tempos.
- 31 de outubro - A dupla sueca Roxette lança seu álbum de estreia, Pearls of Passion.
- 15 de novembro - A banda Beastie Boys lança o seu álbum de estréia Licensed to Ill, com a participação especial de Kerry King, o guitarrista do Slayer.
- Novembro -  O Megadeth lança seu segundo álbum Peace Sells... But Who's Buying?, considerado um grande clássico do Thrash Metal e primeiro grande sucesso da banda.
- No ano de 1986 a banda Chiclete com Banana lança o disco Gritos de Guerra No ano de 1986 com o lançamento do álbum "Gritos de Guerra", a banda vendeu quase um milhão de cópias, marcando assim o início do enorme fenômeno chamado Chiclete com Banana. Com o lançamento do disco a Banda vendeu entre 750 e 800 mil cópias recebendo 3 discos de platina surgindo os "Chicleteiros". A banda possui também o trio elétrico mais moderno e caro do país.
- Kid Abelha e os abóboras selvagens lançam seu primeiro disco sem o até então principal compositor, Leoni.
- A banda Engenheiros do Hawaii lança seu primeiro disco Longe Demais das Capitais, com o sucesso "Toda Forma de Poder".
- Neste mesmo período, bandas clássicas do rock brasileiro como Titãs, Legião Urbana, Os Paralamas do Sucesso, Ira!, Capital Inicial e RPM lançam importantes discos da cena (respetivamente; Cabeça Dinossauro, Dois, Selvagem?, Vivendo e não Aprendendo, Capital Inicial e Rádio Pirata ao Vivo)
- A banda alemã de música eletrônica Kraftwerk lança o álbum Electric Cafe.
- O tecladista francês Jean Michel Jarre lança o álbum Rendez-Vous, um dos maiores sucessos de sua carreira. O álbum possui uma dedicatória a todos os astronautas que morreram no desastre do ônibus espacial Challenger.
- João Mineiro e Marciano lança Volume. 11.

## Nascimentos
| Data            | Nome                  | Profissão                                                       | Nacionalidade        | Observações | Ref   |
| --------------- | --------------------- | --------------------------------------------------------------- | -------------------- | ----------- | ----- |
| 1 de janeiro    | Karol Conka           | rapper e compositora                                            | Brasil               |             |       |
| 6 de janeiro    | Alex Turner           | vocalista                                                       | Inglaterra           |             |       |
| 10 de janeiro   | Ivo Mozart            | cantor e compositor                                             | Brasil               |             |       |
| 18 de janeiro   | Marya Roxx            | cantora e baixista                                              | Estónia              |             |       |
| 24 de janeiro   | Cristiano Araújo      | cantor de música sertaneja                                      | Brasil               | m. 2015     |       |
| 26 de janeiro   | Hero JaeJoong         | cantor                                                          | Coreia do Sul        |             |       |
| 5 de fevereiro  | Manu Bahtidão         | cantora                                                         | Brasil               |             |       |
| 6 de fevereiro  | U-Know Yunho          | cantor, compositor e dançarino                                  | Coreia do Sul        |             |       |
| 8 de fevereiro  | Anderson .Paak        | cantor, compositor e produtor músical                           | Estados Unidos       |             |       |
| 11 de fevereiro | Tommy Love            | DJ e produtor músical                                           | Brasil               |             |       |
| 21 de fevereiro | Charlotte Church      | cantora                                                         | País de Gales        |             |       |
| 23 de fevereiro | Skylar Grey           | cantora                                                         | Estados Unidos       |             |       |
| 27 de fevereiro | Xênia França          | cantora                                                         | Brasil               |             |       |
| 6 de Março      | Lucy Alves            | cantora, atriz e multi-instrumentista                           | Brasil               |             |       |
| 12 de março     | Danny Jones           | vocalista e guitarrista                                         | Inglaterra           |             |       |
| 18 de março     | Lykke Li              | cantora                                                         | Suécia               |             |       |
| 28 de Março     | Lady GaGa             | cantora                                                         | Estados Unidos       |             |       |
| 2 de Abril      | R3hab                 | DJ e produtor músical                                           | Países Baixos        |             |       |
| 7 de abril      | Cícero Lins           | cantor e compositor                                             | Brasil               |             |       |
| 11 de abril     | Projota               | rapper e compositor                                             | Brasil               |             |       |
| 19 de abril     | Zhou Mi               | cantor e ator                                                   | China                |             |       |
| 23 de abril     | Yannis Philippakis    | vocalista do Foals                                              | Grécia               |             |       |
| 7 de maio       | Matthew Helders       | baterista                                                       | Inglaterra           |             |       |
| 13 de maio      | Alexander Rybak       | cantor, violinista e compositor                                 | Noruega              |             |       |
| 30 de maio      | Pasha Parfeni         | cantor                                                          | Moldávia             |             |       |
| 3 de junho      | Gustavo Lins          | cantor                                                          | Brasil               |             |       |
| 5 de junho      | Tayrone               | cantor e compositor                                             | Brasil               |             |       |
| 7 de junho      | Glukoza               | cantora                                                         | Rússia               |             |       |
| 13 de junho     | DJ Snake              | DJ e produtor músical                                           | França               |             |       |
| 13 de junho     | Måns Zelmerlöw        | cantor                                                          | Suécia               |             |       |
| 14 de junho     | Thiago Brava          | cantor e compositor                                             | Brasil               |             |       |
| 27 de junho     | Drake Bell            | ator e cantor                                                   | Estados Unidos       |             |       |
| 1 de julho      | Agnez Mo              | cantora                                                         | Indonésia            |             |       |
| 2 de Julho      | Lindsay Lohan         | atriz, cantora, estilista e compositora                         | Estados Unidos       |             |       |
| 13 de julho     | Mano Walter           | cantor e compositor                                             | Brasil               |             |       |
| 15 de julho     | Mateus Liduário       | cantor, membro da dupla Jorge & Mateus                          | Brasil               |             |       |
| 29 de julho     | Mahmundi              | cantora e compositora                                           | Brasil               |             |       |
| 6 de agosto     | Akihisa Kondo         | cantor                                                          | Japão                |             |       |
| 26 de agosto    | Saint Jhn             | rapper                                                          | Estados Unidos       |             |       |
| 26 de Agosto    | Cassandra Ventura     | ex-modelo e cantora                                             | Estados Unidos       |             |       |
| 27 de Agosto    | Mario                 | cantor                                                          | Estados Unidos       |             |       |
| 28 de agosto    | Florence Welch        | cantora, compositora e percussionista do Florence + The Machine | Inglaterra           |             |       |
| 30 de agosto    | Ryan Ross             | músico                                                          | Estados Unidos       |             |       |
| 3 de setembro   | Gee Rocha             | guitarrista                                                     | Brasil               |             |       |
| 14 de setembro  | Ai Takahashi          | cantora e atriz                                                 | Japão                |             |       |
| 17 de setembro  | Sophie                | cantora, produtora músical, compositora                         | Escócia              | m.2021      |       |
| 4 de outubro    | Diego Damasio         | baterista                                                       | Brasil               |             |       |
| 12 de outubro   | Boi-1da               | produtor músical e compositor                                   | Canadá               |             |       |
| 21 de outubro   | Christopher Uckermann | ator e cantor                                                   | México               |             |       |
| 15 de outubro   | Donghae               | cantor e ator                                                   | Coreia do Sul        |             |       |
| 16 de outubro   | Inna                  | cantora, compositora, filantropa                                | Roménia              |             |       |
| 24 de outubro   | Drake                 | rapper, cantor, compositor e produtor músical                   | Canadá               |             |       |
| 4 de novembro   | Papatinho             | DJ e produtor músical                                           | Brasil               |             |       |
| 5 de novembro   | BoA                   | cantora, compositora, dançarina, atriz e diretora músical       | Coreia do Sul        |             |       |
| 11 de novembro  | Jon Batiste           | cantor e pianista                                               | Estados Unidos       |             |       |
| 20 de novembro  | Oliver Sykes          | cantor                                                          | Inglaterra           |             | [ 1 ] |
| 10 de Dezembro  | Natti Natasha         | cantora, compositora                                            | República Dominicana |             |       |
| 26 de Dezembro  | Marina Satti          | cantora, compositora e produtora músical                        | Grécia               |             |       |
| 30 de Dezembro  | Ellie Goulding        | cantora, compositora e instrumentista                           | Inglaterra           |             |       |

## Mortes
| Data           | Nome         | Profissão                                                               | Nacionalidade  | Observações | Ref |
| -------------- | ------------ | ----------------------------------------------------------------------- | -------------- | ----------- | --- |
| 4 de janeiro   | Phil Lynott  | Poeta; baixista, instrumentalista, compositor e vocalista do Thin Lizzy | Irlanda        | n.1949      |     |
| 27 de Setembro | Cliff Burton | Baixista do Metallica                                                   | Estados Unidos | n. 1962     |     |